# Список кавалеров ордена Эстонского Красного Креста 1-го класса

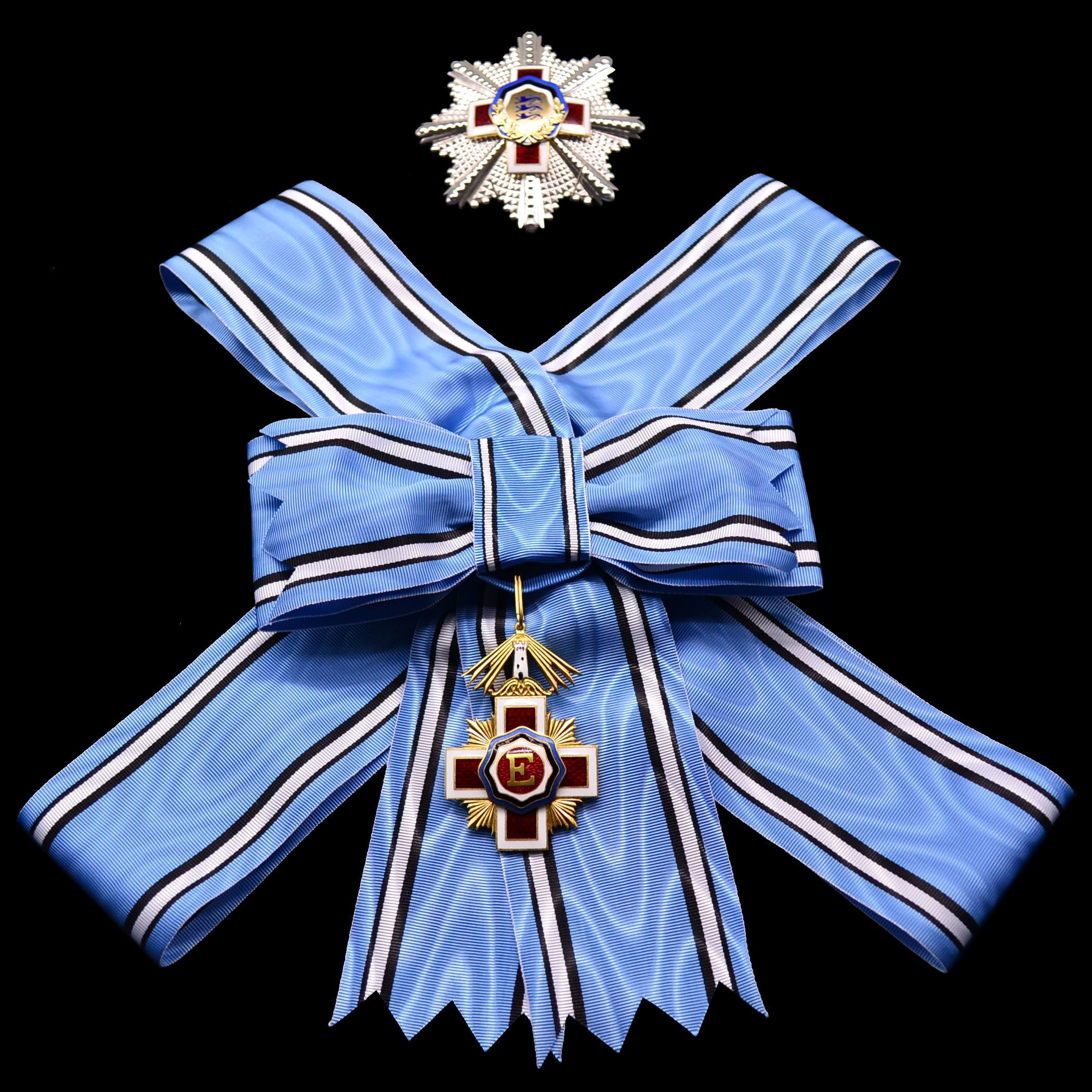
Знаки ордена Эстонского Красного Креста 1-го класса (с лентой для дам)

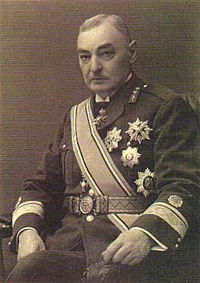
Генерал-майор Ханс Леэсмент с лентой ордена 1-го класса

Данный список содержит перечень лиц, награждённых орденом Эстонского Красного Креста 1-го класса.
Орден Эстонского Красного Креста (эст. Eesti Punase Risti teenetemärk) — государственная награда Эстонской Республики за общественно полезные и гуманитарные заслуги в интересах народа Эстонии и за спасение жизни.

## История
Награда учреждена 6 августа 1920 года в качества памятного знака Эстонского Общества Красного Креста (ЭОКК). Изначально награда состояла из одной степени (медали). После того, как в 1925 году было принято решение прекратить награждения крестом Свободы, у эстонского правительства не осталось в наличии награды, имевшей бы статус государственной. Правление ЭОКК внесло в правительство предложение придать памятному знаку Эстонского Красного Креста такой статус, для награждения граждан и иностранцев за различные заслуги перед Эстонской Республикой и её народом. В 1926 году было принято новое положение о награде, по которому она разделялась на 5 степеней и фактически стала выполнять функцию государственной награды, хотя и оставалась официально в ведении ЭОКК.
7 октября 1936 года был принят закон о наградах Эстонской Республики, которым памятный знак Эстонского Красного Креста объявлялся государственной наградой Эстонии со статусом ордена. Структура ордена была изменена — теперь он состоял из 5 степеней креста и 3 степеней медали. Высшая степень (1-я ступень 1-й степени, эст. I järgu I aste) старого памятного знака была приравнена к 1-му классу ордена.
Включение Эстонии в состав СССР в 1940 году прервало существование ордена. Вручения возрождённой награды возобновились в 1997 году.
Кавалерам 1-го класса ордена Эстонского Красного Креста вручается знак ордена (крест) на широкой орденской ленте, носимой через правое плечо, и звезда ордена, носимая на левой стороне груди.
С 1926 по 2021 год насчитывается 82 награждения высшей степенью ордена Эстонского Красного Креста, в их числе 80 персоналий и 2 организации. Один кавалер в дальнейшем был лишён награды решением президента Эстонии.

## Кавалеры 1-го класса
Тёмно-серым цветом выделены кавалеры, впоследствии лишённые награды.
| №  | Кавалер                                                                      | Должность / Титул                                                                                       | Дата указа                                  | Прим.        |
| -- | ---------------------------------------------------------------------------- | --- | ------------------------------------------- | ------------ |
| 1  | Карл швед. Prins Carl, hertig av Västergötland                               | Принц Шведский, герцог Вестергётландский                                                                | 29 апреля 1926 года                         | [ 7 ]        |
| 2  | Американский Красный Крест англ. American Red Cross                          | США | 11 ноября 1926 года                         | [ 8 ]        |
| 3  | Джон Бартон Пэйн англ. John Barton Payne                                     | Председатель Американского Общества Красного Креста, председатель Лиги Обществ Красного Креста          | 11 ноября 1926 года                         | [ 9 ]        |
| 4  | Константин Пятс эст. Konstantin Päts                                         | Политический и государственный деятель Эстонии                                                          | 25 ноября 1926 года                         | [ 10 ]       |
| 5  | Йохан Лайдонер эст. Johan Laidoner                                           | Генерал-лейтенант                                                                                       | 25 ноября 1926 года                         | [ 11 ]       |
| 6  | Гюстав Адор фр. Gustave Ador                                                 | Президент Международного Комитета Красного Креста                                                       | 14 декабря 1926 года                        | [ 12 ]       |
| 7  | Ханс Леэсмент эст. Hans Leesment                                             | Президент правления Эстонского Общества Красного Креста, медик-генерал-майор                            | 19 февраля 1927 года                        | [ 13 ]       |
| 8  | Тартуский университет эст. Tartu Ülikool                                     | Эстония                                                                                                 | 21 февраля 1927 года                        | [ 14 ]       |
| 9  | Яан Тыниссон эст. Jaan Tõnisson                                              | Государственный старейшина Эстонии                                                                      | 16 февраля 1928 года                        | [ 15 ]       |
| 10 | Елизавета фр. Élisabeth reine des Belges                                     | Королева Бельгии                                                                                        | 7 февраля 1929 года                         | [ 16 ]       |
| 11 | Хендрик нидерл. Hendrik, Prins der Nederlanden                               | Принц Нидерландский, почётный президент Нидерландского Общества Красного Креста                         | 7 февраля 1929 года                         | [ L 5 ]      |
| 12 | Миклош Хорти венг. Miklós Horthy de Nagybányá                                | Регент Венгрии                                                                                          | 1 июня 1931 года                            | [ 17 ]       |
| 13 | Анри Луи Баэль фр. Henri Louis Baels                                         | Политик, бывш. министр сельского хозяйства и общественных работ Бельгии                                 | 28 января 1932 года                         | [ 18 ]       |
| 14 | Шампрен де Фаремон фр. Champrans de Farémont                                 | Маркиз, президент Института истории и геральдики                                                        | 9 марта 1932 года                           | [ 19 ]       |
| 15 | Шарль Отценбергер-Детайль фр. Charles Otzenberger-Detaille                   | Граф, генерал-суперинтендант ордена Святого Лазаря Иерусалимского                                       | 9 марта 1932 года                           | [ 20 ]       |
| 16 | Поль Бертран фр. Paul Bertrand                                               | Кавалер ордена Святого Лазаря Иерусалимского                                                            | 12 мая 1932 года                            | [ 21 ]       |
| 17 | Алиса Секей де Монталь фр. Alice Szekey de Montale                           | Графиня, президент дамского комитета по борьбе с лепрой ордена Святого Лазаря Иерусалимского            | 12 мая 1932 года                            | [ 22 ]       |
| 18 | Иоахим фон Винтерфельдт-Менкин нем. Joachim von Winterfeldt-Menkin           | Президент Германского Общества Красного Креста                                                          | 31 октября 1932 года                        | [ 23 ]       |
| 19 | Карл Густав Маннергейм фин. Karl Gustaf Emil Mannerheim                      | Президент Финляндского Общества Красного Креста                                                         | 23 ноября 1932 года                         | [ 24 ]       |
| 20 | Балинт Хоман венг. Bálint Hóman                                              | Министр религии и образования Венгрии                                                                   | 2 декабря 1932 года                         | [ 25 ]       |
| 21 | Алиса Масарикова чеш. Alice Masaryková                                       | Президент Чехословацкого Общества Красного Креста                                                       | 20 февраля 1933 года                        | [ 26 ]       |
| 22 | Александер Тыниссон эст. Aleksander Tõnisson                                 | Генерал-майор, председатель Центрального республиканского совета офицеров Эстонии                       | 20 февраля 1933 года                        | [ 27 ]       |
| 23 | Пал Телеки венг. Pál Teleki de Szék                                          | Граф, политический и государственный деятель Венгрии                                                    | 15 июня 1933 года                           | [ 28 ]       |
| 24 | Роберт Баден-Пауэлл англ. Robert Baden-Powell                                | Барон, генерал-лейтенант, основатель скаутского движения                                                | 11 августа 1933 года                        | [ 29 ]       |
| 25 | Оскар Амберг эст. Oskar Amberg                                               | Политический и государственный деятель Эстонии                                                          | 12 февраля 1934 года                        | [ 30 ]       |
| 26 | Макс Губер нем. Max Huber                                                    | Президент Международного Комитета Красного Креста                                                       | 12 февраля 1934 года                        | [ L 5 ]      |
| 27 | Артур Лоссманн эст. Arthur Lossmann                                          | Медик-генерал-майор, начальник Управления здравоохранения Вооружённых сил Эстонии                       | 12 февраля 1934 года                        | [ 31 ]       |
| 28 | Борис Воогас эст. Boris Voogas                                               | Военный врач, капитан                                                                                   | 12 февраля 1934 года                        | [ 32 ]       |
| 29 | Франсиско де Паула де Бурбон исп. Francisco de Paula de Borbón               | Герцог Севильский                                                                                       | 24 февраля 1935 года                        | [ 33 ]       |
| 30 | Эуген Маддисоо эст. Eugen Maddisoo                                           | Помощник министра внутренних дел Эстонии                                                                | 24 февраля 1935 года                        | [ 34 ]       |
| 31 | Игнаций Мосцицкий пол. Ignacy Moscicki                                       | Президент Польши                                                                                        | 24 февраля 1935 года                        | [ 35 ]       |
| 32 | Константин Педусаар эст. Konstantin Pedusaar                                 | Врач | 24 февраля 1935 года                        | [ 36 ]       |
| 33 | Каарел Ээнпалу эст. Kaarel Eenpalu (Karl Einbund)                            | Министр внутренних дел Эстонии                                                                          | 2 мая 1935 года                             | [ 37 ]       |
| 34 | Франц Когель эст. Franz Kogel                                                | Член правления Эстонского Общества Красного Креста                                                      | 20 февраля 1936 года                        | [ 38 ]       |
| 35 | Йоханнес Нюман эст. Johannes Nyman                                           | Политический и государственный деятель Эстонии                                                          | 20 февраля 1936 года                        | [ L 5 ]      |
| 36 | Пауль Педусаар эст. Paul Pedusaar                                            | Врач | 20 февраля 1936 года                        | [ L 5 ]      |
| 37 | Харри Рютман эст. Harri Rütman                                               | Врач | 20 февраля 1936 года                        | [ 39 ]       |
| 38 | Фридрих Стокгольм эст. Friedrich Stockholm                                   | Военный священник, член правления Эстонского Общества Красного Креста                                   | 20 февраля 1936 года                        | [ 40 ]       |
| 39 | Симон Элемер венг. Simon Elemér                                              | Президент Венгерского Общества Красного Креста                                                          | 10 июля 1936 года                           | [ 41 ]       |
| 40 | Фридрих Акель эст. Friedrich Akel                                            | Министр иностранных дел Эстонии                                                                         | 28 августа 1936 года                        | [ 42 ]       |
| 41 | Андрэ Брюер фр. André Charles Jean Pol Bruère                                | Дипломат, бывш. посол Франции в Эстонии                                                                 | 28 августа 1936 года                        | [ L 5 ]      |
| 42 | Фредерико Бельтран-Массес итал. Frederico Beltran-Masses                     | Политический и государственный деятель Италии                                                           | 28 августа 1936 года                        | [ 43 ]       |
| 43 | Ярослав Галия чеш. Jaroslav Galia                                            | Временный поверенный в делах Чехословакии в Эстонии                                                     | 28 августа 1936 года                        | [ 44 ]       |
| 44 | Людовико Киджи Альбани делла Ровере итал. Ludovico Chigi Albani della Rovere | Великий магистр Мальтийского ордена                                                                     | 28 августа 1936 года                        | [ 45 ]       |
| 45 | Людовико Рангони-Макиавелли итал. Ludovico Rangoni Machiavelli               | Офицер Мальтийского ордена                                                                              | 28 августа 1936 года                        | [ 46 ]       |
| 46 | Пьетро де Каллере-Наччи итал. Pietro de Callere Nacchi                       | Офицер Мальтийского ордена                                                                              | 28 августа 1936 года                        | [ 47 ]       |
| 47 | Соннино итал. Sonnino                                                        | Князь, сенатор Италии                                                                                   | 28 августа 1936 года                        | [ 48 ]       |
| 48 | Фольке Бернадот швед. Folke Bernadotte af Wisborg                            | Граф Висборгский                                                                                        | 16 октября 1937 года                        | [ 49 ]       |
| 49 | Зигурд Курман швед. Sigurd Curman                                            | Профессор истории архитектуры, королевский антиквар, реставратор, член Королевской Академии наук Швеции | 16 октября 1937 года                        | [ 50 ]       |
| 50 | Август Тентелис латыш. Augusts Tentelis                                      | Министр образования Латвии                                                                              | 26 октября 1937 года                        | [ 51 ]       |
| 51 | Теодорc Гринбергс латыш. Teodors Grīnbergs                                   | Архиепископ Латвийской евангелическо-лютеранской церкви                                                 | 26 ноября 1937 года                         | [ 52 ]       |
| 52 | Юрьё Лоймаранта фин. Yrjö Loimaranta                                         | Епископ Выборгской епархии Финляндской евангелическо-лютеранской церкви                                 | 26 ноября 1937 года                         | [ 53 ]       |
| 53 | Юозас Тонкунас лит. Juozas Tonkūnas                                          | Министр образования Литвы                                                                               | 14 февраля 1938 года                        | [ 54 ]       |
| 54 | Александр (Паулус) эст. Aleksander (Paulus)                                  | Митрополит Эстонской апостольской православной церкви                                                   | 24 февраля 1938 года                        | [ 55 ]       |
| 55 | Хуго Бернхард Рахамяги эст. Hugo Bernhard Rahamägi                           | Епископ Эстонской евангелическо-лютеранской церкви                                                      | 24 февраля 1938 года                        | [ 56 ]       |
| 56 | Алексий Лехтонен фин. Aleksi Lehtonen                                        | Епископ Тамперской епархии Финляндской евангелическо-лютеранской церкви                                 | 9 мая 1938 года                             | [ 57 ]       |
| 57 | Шандор Раффай венг. Raffay Sándor                                            | Епископ Венгерской евангелической церкви                                                                | 18 июля 1938 года                           | [ 58 ]       |
| 58 | Герман (Аав) фин. Herman Aav                                                 | Архиепископ Карельский и всея Финляндия                                                                 | 14 февраля 1939 года                        | [ 59 ]       |
| 59 | Эрнст Кристиан Капер дат. Ernst Christian Kaper                              | Бургомистр Копенгагена                                                                                  | 14 февраля 1939 года                        | [ 60 ]       |
| 60 | Карел Сталь нидерл. Carel Stahl                                              | Почётный генеральный консул Эстонии в Роттердаме                                                        | 15 мая 1939 года                            | [ 61 ]       |
| 61 | Лейда Керес эст. Leida Keres                                                 | Врач-педиатр, педагог                                                                                   | 18 февраля 1997 года                        | [ 62 ]       |
| 62 | Юло Лепп эст. Ülo Lepp                                                       | Врач-кардиолог                                                                                          | 18 февраля 1997 года                        | [ 63 ]       |
| 63 | Хейно Крейнтал эст. Heino Kreintal                                           | Капитан порта Курксе                                                                                    | 9 февраля 1998 года                         | [ 64 ]       |
| 64 | Ханнес Куусемяэ эст. Hannes Kuusemäe                                         | Помощник капитана порта Курксе                                                                          | 9 февраля 1998 года                         | [ 65 ]       |
| 65 | Арво Тикк эст. Arvo Tikk                                                     | Учёный-медик                                                                                            | 2 февраля 1999 года                         | [ 66 ]       |
| 66 | Арго Кывамеэс эст. Argo Kõvamees                                             | Врач, хирург-травматолог                                                                                | 8 февраля 2000 года                         | [ 67 ]       |
| 67 | Андреа Фишер нем. Andrea Fischer                                             | Министр здравоохранения Германии                                                                        | 2 ноября 2000 года                          | [ 68 ]       |
| 68 | Карл Кулл эст. Karl Kull                                                     | Врач-онколог, профессор Тартуского университета                                                         | 2 февраля 2001 года                         | [ 69 ]       |
| 69 | Эрки Ноол эст. Erki Nool                                                     | Спортсмен (десятиборье), олимпийский чемпион                                                            | 2 февраля 2001 года                         | [ 70 ]       |
| 70 | Эрика Салумяэ эст. Erika Salumäe                                             | Спортсмен (велогонки), олимпийская чемпионка                                                            | 2 февраля 2001 года                         | [ 71 ]       |
| 71 | Тоомас-Андрес Суллинг эст. Toomas-Andres Sulling                             | Врач, хирург-кардиолог                                                                                  | 2 февраля 2001 года                         | [ 72 ]       |
| 72 | Андрус Веэрпалу эст. Andrus Veerpalu                                         | Спортсмен (лыжи), олимпийский чемпион                                                                   | 18 февраля 2002 года (лишён 15 апреля 2021) | [ 73 ] [ 6 ] |
| 73 | Хелле Мери эст. Helle Meri                                                   | Супруга Президента Эстонии                                                                              | 5 февраля 2004 года                         | [ 74 ]       |
| 74 | Тийна Тальвик эст. Tiina Talvik                                              | Врач-невролог, учёный-медик                                                                             | 5 февраля 2004 года                         | [ 75 ]       |
| 75 | Манфрид Данилович эст. Manfrid Danilovitš                                    | Врач-пульмонолог                                                                                        | 2 февраля 2005 года                         | [ 76 ]       |
| 76 | Яан Эха эст. Jaan Eha                                                        | Врач-кардиолог, профессор Тартуского университета                                                       | 2 февраля 2005 года                         | [ 77 ]       |
| 77 | Адик Левин эст. Adik Levin                                                   | Врач-педиатр                                                                                            | 2 февраля 2005 года                         | [ 78 ]       |
| 78 | Тоомас Пауль эст. Toomas Paul                                                | Учёный-богослов, историк культуры и церкви                                                              | 2 февраля 2005 года                         | [ 79 ]       |
| 79 | Айри Вярник эст. Airi Värnik                                                 | Врач-психиатр                                                                                           | 2 февраля 2005 года                         | [ 80 ]       |
| 80 | Тоомас Ассер эст. Toomas Asser                                               | Врач-невролог, профессор Тартуского университета, академик                                              | 6 февраля 2013 года                         | [ 81 ]       |
| 81 | Арне Лепп эст. Arne Lepp                                                     | Врач-анатом, профессор Тартуского университета                                                          | 5 февраля 2014 года                         | [ 82 ]       |
| 82 | Ирья Лутсар эст. Irja Lutsar                                                 | Микробиолог, вирусолог, профессор Тартуского университета                                               | 23 февраля 2021 года                        | [ 83 ]       |